# Göran Magnus Sprengtporten
Göran (eller Georg) Magnus Sprengtporten, född 16 augusti 1740 i Borgå, död 19 september 1819 i Sankt Petersburg, var en svensk militär och politiker som övergick i rysk tjänst.
Han gjorde sig tidigt ett namn i Pommerska kriget (1757–1762) och blev därefter chef för Savolaxbrigaden där hans satsning på lätt trupp, fältmässig utbildning och den egenkonstruerade "Sprengtportenska studsen" gav honom rykte som militär innovatör. Under Gustav III:s ryska krig (1788–1790) bröt han definitivt med Gustav III och gick 1786 i rysk tjänst, vilket ledde till att han 1790 dömdes i sin frånvaro för landsförräderi av Åbo hovrätt.
Som rysk generalmajor var Sprengtporten drivande bakom planer att göra Finland till ett självständigt statsväsen i personalunion med Ryssland. Under Finska kriget (1808–1809) tjänade han som politisk rådgivare och utsågs den 12 december 1808 till den förste Finlands generalguvernör, en post han innehade fram till juni 1809 då han adlades till rysk greve. För sina insatser belönades han bland annat med Sankt Alexander Nevskij-orden och Sankt Georgsorden. 
I eftervärlden har Sprengtporten förblivit en kontroversiell figur – i Sverige ofta betraktad som landsförrädare men i Finland och Ryssland som en militär reformator och politisk visionär.

## Biografi

### Tidiga år
Ätten Sprengtporten härstammar ursprungligen från Tyskland och erhöll svenskt adelskap 1651. Göran Magnus Sprengtporten var förmodligen född på Gammelbacka gård i Borgå socken i Finland och var son till majoren Magnus Vilhelm Sprengtporten och dennes senare maka Elisa Katarina Ulfsparre samt halvbror till Jacob Magnus Sprengtporten.

### Militär karriär
Sprengtporten fick 1752 plats i den av Adolf Fredrik inrättade kadettskolan i Stockholm. Han upplevde sig där illa bemött på grund av sin finlandssvenska dialekt -- en tidig upplevelse som enligt honom själv väckte en önskan att slippa det svenska rikets överhöghet.
Sprengtporten blev 1756 konduktör vid fortifikationen och arbetade från 1757 på Sveaborg under Augustin Ehrensvärds ledning. Pommerska kriget (1757–1762), dit han följde Ehrensvärd blev hans krigsskola. Han visade mod och list, i synnerhet i lilla kriget, och blev snabbt befordrad. Han blev stabsadjutant 1760 och kapten i armén 1761 samt förflyttades till halvbrodern Jacob Magnus värvade kår. Efter krigets slut visade han stor skicklighet vid rekognosceringsarbeten såväl i Finland som på norska gränsen och han befordrades 1770 till sekundmajor vid Nylands och Tavastehus dragonregemente med halvbrodern som chef.
Vid riksdagen 1771–1772 utmärkte han sig som ivrig hatt och förespråkare för adelns privilegier och stod vid sin halvbror Jacobs sida under revolutionsföretaget i Finland. I september 1772 följde han Jacob till Stockholm där han av kungen befordrades till överstelöjtnant med lön vid Lätta dragonerna. Sprengtporten stod vid denna tid på god fot med kungen och fick bevis på dennes förtroende, då han i mars 1775 utnämndes till överste vid Savolax infanteriregemente. Savolax fotjägarkår och några andra kavalleri- och infanterikårer ställdes under hans befäl, så i själva verket var han brigadchef för Savolaxbrigaden.
Den avskilda och självständiga verkningskrets han erhöll var synnerligen lämpad för denna kraftiga, men självrådiga personlighet då han visade stor duglighet. Han ställde alla sina trupper på lättfot och sammangöt dem till en likformigt organiserad arméavdelning, som genom rörlighet och snabbhet var särskilt ägnad för "lilla kriget". Han försåg manskapet med gevär av egen modell, de så kallade Sprengtportenska studsarna. Vargering och passevolans infördes. Ett nyanlagt stuteri gav tillgång till dugliga hästar. Särskild vikt lades på övningarna som utfördes med stora likheter med riktiga krig. Sprengtporten gav även stor uppmärksamhet åt officerarnas utbildning. På överstebostället Brahelinna inrättades en krigsskola för söner till adliga familjer. Brahelinna omorganiserades sedan till en offentlig krigsskola och förlades till Haapaniemi gård i Rantasalmi.
På andra punkter trodde sig emellertid den lättretlige Sprengtporten få ett otillbörligt motstånd från kungens sida. Ett förslag till ökning av Savolaxbrigadens styrka blev vilande, och de initiativ han tog för upprättande av en jägarbataljon i Karelen ogillades. I kungens främste rådgivare i militära frågor, friherre Carl Sparre såg han en fiende som hindrade honom från att bli överbefälhavare över finska armén. Slutligen beslöt han att för någon tid lämna riket och begärde att på statens bekostnad få företa en utrikes resa för att utbilda sig ytterligare inom militäryrket. Detta beviljades. I ett egenhändigt skrivet brev underrättade kungen honom, att han skulle 1778 och 1779 få 1 000 riksdaler per år i reseersättning utöver de ordinarie inkomsterna.

### Brytningen med Gustav III
Inom kort ångrade Sprengtporten det steg han tagit. Han trodde att reseersättningen gavs för att utestänga honom från den snart stundande riksdagen och klagade över att han fått en mindre summa än vad kungen lovat. Sprengtporten reste i mars 1779 sedan han skickat ett väl genomarbetat reglemente till regeringen för de lätta truppernas övningar.
Från denna tid var Sprengtportens liv oroligt och kringirrande. Hans väg gick över Sankt Petersburg där han mottogs med stora hedersbetygelser. Sedan fortsatte resan genom Kurland, Warszawa och Schlesien till Berlin men hans avsikt att få delta i bayerska tronföljdskriget gäckades genom freden i Teschen. Redan före sin ankomst till Berlin hade han hos vederbörande i Sverige anhållit om tillökning i reskassan, men fått till svar att för 1779 kunde inte ytterligare medel men 1780 skulle han få 2000 riksdaler. I september 1779 reste han till Paris där han med ekonomiska bekymmer och gripen av tidens frihetsidéer, beslöt att åtfölja en fransk hjälpkår till det amerikanska frihetskriget. Med anledning av det lämnade han in sin avskedsansökan med begäran om ackord och pension. Hans anhållan om avsked beviljades 27 maj i smickrande ordalag men han fick inte pension och ackordsersättning.
Även om det hade visat sig att Gustav III tröttnat på Sprengtportens ständiga penningkrav, uppvaktade han kungen i Spa i augusti 1780 och då beviljade kungen honom en ackordsersättning och gav honom löfte att genom Sveriges ambassadör i Frankrike, greve Gustaf Filip Creutz, utverka en välavlönad plats i fransk tjänst. Detta förhastade löfte av Gustav III blev anledningen till den slutliga, oundvikliga brytningen mellan dem. Sprengtporten blev visserligen fransk officer med titeln "mestre de camp dans l'infanterie", men fast plats och lön kunde han inte få och i april 1781 återsände han till franske krigsministern sin tjänstefullmakt.
Sprengtporten misstänkte svek och hyckleri från Gustavs sida. Till sin bror skrev han att kungens avsikt tydligen var att tillintetgöra dem båda. Han önskade nu att han med sitt blod kunnat återköpa sitt livs stora misstag att ha medverkat vid kungens statskupp och lät brodern veta, att han hade "en rasande lust" att bege sig till Sankt Petersburg "i det ärendet, Ni vet". Med detta menade han att gå i rysk krigstjänst.

### Ränker för finsk självständighet
I augusti 1781 återkom Sprengtporten till Sverige och slog sig ned på sin egendom Sesta i Nastola socken. Det var nu som planen att grundlägga Finlands självständighet, som sedan förblev hans livsidé, började att sysselsätta honom. I en krets av adelsmän, bland andra landshövdingen Robert Wilhelm De Geer och Johan Anders Jägerhorn, började han vältaligt utveckla nödvändigheten av att Finland blev en särskild stat. Det berättas att han vände sig till hertigen av Södermanland med anhållan att denne skulle motta storfurstevärdigheten i ett blivande ryskt protektorat och att hertigen svarat undvikande. Men i övrigt nöjde han sig ännu med att bedriva propaganda för saken i hembygden.
Kungen försökte inte hindra denna agitation, även om han inte var okunnig om den, men han såg till att Sprengtporten 1785 lämnade Finland och ingick som överste i holländsk tjänst med avsikt att delta i det väntade kriget mellan Republiken Förenade Nederländerna och Österrike. Sprengtporten fick 1 000 dukater i reseersättning av Gustav III. De hotande krigsmolnen skingrades och syftet med resan förfelades, men i stället arbetade Sprengtporten så mycket hårdare för den finska självständighetsplanen. Han ingick en förbindelse med det ryska sändebudet i Nederländerna, Kalitsjev, och överlämnade till denne en skriftlig framställan om möjligheten att åstadkomma Finlands självständighet.
Då han i maj 1786 infann sig i Stockholm där han under den pågående riksdagen tog plats i oppositionen, utvecklade han närmare sina planer under sammanträffanden med det ryska sändebudet i Stockholm, Morkov, och överlämnade till honom en Précis d'un tableau sur l'équilibre du Nord considéré dans le projet de rendre la Finlande indépendante. Ryska trupper och ryska pengar skulle enligt detta projekt komma finnarna till godo vid deras resning mot Sverige och sedan friheten vunnits skulle ryska kejsarinnan garantera den finska författningen.
Ett på denna tid av Sprengtporten avfattat förslag till styrelseform för "Finlands förenade provinsers republik" vittnar om att han för det befriade Finland tänkte sig en författning som liknade Nederländernas aristokratisk-federalistiska statsskick. Styrelsen skulle handhas av en permanent kongress där provinserna skulle representeras ståndsvis. Kongressens medlemmar skulle väljas av riksdagen, som skulle sammanträda vart fjärde år. Sprengtporten hade då gått så långt i sina stämplingar att han inte kunde vara kvar i Sverige. Han mottog därför med glädje Morkovs å Katarina den storas vägnar framställda förslag att inträda i rysk tjänst.

### I rysk tjänst

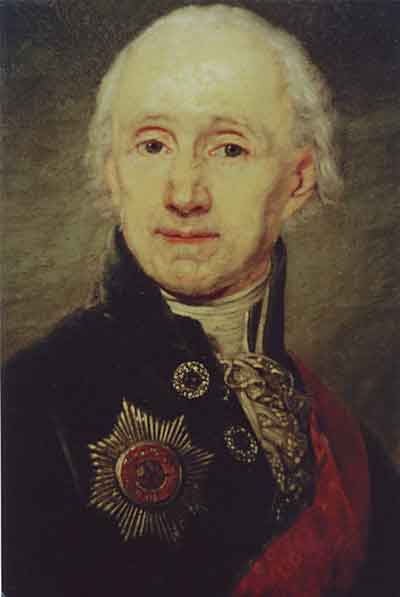
Sprentgporten iklädd rysk uniform, med ryska ordnar på bröstet.

Sprengtporten tillbringade två månader i Finland och reste därefter till Sankt Petersburg, dit han anlände i september 1786. Han mottogs där med välvilja, blev kammarherre och generalmajor och erhöll flera andra ynnestbevis och förmåner. Han hörde till kejsarinnans svit under hennes resa 1787 genom södra Ryssland. Hennes humör blev dock sämre sedan hon hade lärt känna Sprengtportens slösande vanor och oregelbundna livsstil. Då Gustav III:s ryska krig bröt ut 1788 uppmanade Gustav III Sprengtporten att söka sig in i den mot Turkiet uppställda ryska armén för att undgå risken att kämpa mot sitt fädernesland, men han lyssnade inte på det utan åtog sig att i Olonetsguvernementet ställa upp en armékår som över Sordavala skulle infalla i svenska Finland. Sprengtporten var därför fjärran från finska armén då myteriet inom densamma utbröt och torde fått kännedom om händelserna i Liikala och Anjala, samt bildandet av Anjalaförbundet, först då han på kallelse infann sig i Petersburg, där han i augusti inför kejsarinnan fick uttala sig om de förslag Jägerhorn framfört. Han kunde inte ha det ryska kabinettets tveksamhet i denna fråga och då han senare infann sig vid Kymmene, där han underhandlade med några av arméns officerare och hertig Karl, visade det sig att den rätta tidpunkten var förbi. Likaså var underhandlingarna med brigadchefen Hastfer i Savolax fruktlösa.
Under vinterns lopp utarbetade Sprengtporten proklamationer där finnarna uppmanades att arbeta för befrielsen från Sverige. Själv ville han kämpa för saken med vapen och han fick därför anställning vid den ryska armé som i juni 1789 gick in i Savolax. Men hans militärbana avbröts redan i slaget vid Porrassalmi den 13 juni där han blev svårt sårad. År 1790 dömdes han i utevaro av Åbo hovrätt som den som burit avog sköld mot konung och fädernesland, att mista lif, ära, gods och adelskap.
De efterföljande åren tillbringade han i Aachen och Maastricht. Han återvände 1793 till Sankt Petersburg men hamnade i onåd varefter han 1795–1798 för det mesta vistades i Töplitz i Böhmen. 1798 infann han sig åter i Petersburg där han fick tsarens förtroende. Han utnämndes till general av infanteriet och fick i uppdrag att som ambassadör resa till Paris för att med Napoleon Bonaparte förhandla om överlämnandet av Malta till Ryssland och om återsändandet av de ryska fångarna till Frankrike. Uppdraget verkställdes 1800–1801 men Sprengtportens nya framtidsförhoppningar avbröts genom kejsar Pauls mord. De nya styrande fann honom besvärlig. 1802 förordnades han att inspektera Rysslands södra gräns från Kjachta till Astrachan. År 1806 gav han ett utlåtande om militärväsendet i ryska Finland i vilket han ville bygga upp en rysk milis. I det stora hela var han tvingad till overksamhet och fann sin ställning så svår att han författade en böneskrift till Gustav IV Adolf om att få återkomma till fäderneslandet. Huruvida denna skrift blev inlämnad till kungen är okänt.
Först då en brytning mellan Ryssland och Sverige 1808 åter blev aktuell visade sig Sprengtporten ännu en gång behövlig. Han deltog i överläggningar som hölls i Sankt Petersburg i början av 1808, men blev inte befäl i den i Finland inryckande armén, då han undanbad sig att tjäna under överbefälhavaren Buxhoevden. Han anbefalldes att följa med armén för att genom sina förbindelser bana väg för ryssarna. I Lovisa ledde han förhandlingarna med kommendanten på Svartholms fästning, Carl Magnus Gripenberg och han begav sig därefter till Borgå och Helsingfors. Han återvände redan i slutet av mars till Petersburg där han i en promemoria till ministern Rumjantsev yrkade på att de finska ständerna snarast sammankallades. I Petersburg var man i början benägen att gå med på hans förslag men senare sågs en finsk ständerförsamling som ändamålslös och Sprengtporten hade under en tid ett litet inflytande på de finska angelägenheterna.
Först då Finska deputationen infunnit sig i Petersburg gjorde sig hans stämma återigen hörd. Han besvarade på tsarens vägnar deputationens första yttrande och utnämndes 12 december 1808 till Finlands generalguvernör och gav i förening med krigsministern Araktjejev och general von Knorring ett förslag till kejsaren om framtida ordnande av Finlands styrelse. Han stod nu vid det mål han länge drömt sig som högste civil styresman för det med Ryssland förenade Finland men hans verksamhet på den nya platsen blev långt ifrån så betydande som han hade hoppats på. Den allmänna opinionen i Finland var fientlig mot honom och hans retliga lynne gav anledning till förvecklingar med de ryska myndigheterna. En tvist med överbefälhavaren Bogdan von Knorring om en ämbetsvåning i Åbo blev orsak till en skarp varning från tsaren till dem båda. Senare klagade Sprengtporten i ett brev till Speranskij över att ha blivit förbigången vid tillsättandet av kommittén för utarbetande av förslag till regeringskonselj men fick ett skarpt svar och varnades för obefogad inblandning i Borgå lantdags verksamhet. Med anledning därav begärde Sprengtporten sitt avsked som beviljades 17 juni 1809.
De sista åren av sitt liv tillbringade han i stillhet dels på sin egendom Hietala i närheten av Viborg, dels i Sankt Petersburg. År 1809 blev han upphöjd till greve.

## Utmärkelser
- Riddare av Svärdsorden,  1761[7]
- Sankt Alexander Nevskij-orden med diamanter,  1801[7][8]
- Sankt Annas orden, första klass,  1801[7]
- Sankt Johannes av Jerusalems orden

[Redigera Wikidata]